# 佐多射撃場
佐多射撃場（さたしゃげきじょう）は、鹿児島県肝属郡南大隅町佐多辺塚にある、陸上自衛隊が設置する射撃場である。

## 概要
九州地方における演習場のうち対空射撃が可能な演習場として知られており、また自衛隊で唯一と言われる96式多目的誘導弾システム・中距離多目的誘導弾の対舟艇射撃が可能な演習場である。射撃場自体の面積は、約28万平方メートルで、射撃場地区と訓練中の部隊が宿泊する廠舎地区に分かれている。射撃訓練を行うときは、南側海上に半径12㎞の扇形の訓練水域が設定され、その広さは、約113平方キロメートルとなる。射撃訓練が行われるのは、夏季（例年６月初旬から８月末にかけて）であり、全国の陸上自衛隊部隊から延べ約15,000名の隊員が集まり訓練を行う。
対舟艇用弾頭での射撃は地上の演習場でも設置して行えるが、海上という環境下でしかも移動目標を最大射程の4キロで設定し射撃できるのは日本でも唯一のため、かつて対戦車隊や普通科連隊対戦車中隊等の部隊が射手を選抜の上、全国からこの射場に集結し射撃訓練を行っていた事でも知られている。訓練中は当該海域は原則立ち入り禁止となる。
79式ATM配備部隊が改編等で装備火器としての運用が終了するに伴い、この射場で79式重MATによる対舟艇射撃訓練を行うのは2009年（平成21年）度をもって終了し、2012年（平成24年）度から96式多目的誘導弾システムや、中距離多目的誘導弾の対舟艇射撃訓練が開始され、重機関銃による対空射撃・移動するヘリコプターからのドアガンによる射撃と多目的誘導弾による射撃が中心になりつつある。
射撃場の管理は国分駐屯地業務隊管理科演習場管理班が行っている。